# Мойсо Стефанов
Мойсо Стефанов е български резбар от XIX век, представител на Дебърската художествена школа

## Биография
Мойсо Стефанов е роден в дебърското село Битуше, Западна Македония. Баща му Стефан е резбар. Мойсо работи резбовани тавани из къщите в Скопие, както и в някои скопски църкви. Негов е иконостасът в църквата в Долно Водно. Негово дело е и иконостасът в църквата „Свети Димитър“ в Панчарево.
Умира в Панчарево